# جوانشير (ابن كسرى الثاني)
جوانشير (بالفارسية: جوانشیر) المعروف أيضًا باسمه الفارسي الأوسط جوفانشير (أي الأسد الصغير) هو ابن كسرى الثاني، وغورديا، أخت بهرام جوبين. يذكره مؤرخ القرن التاسع الدينوري على أنه حكم قبل الملكة الساسانية بوران. وهذا يعني أنه تمكن من تجنب مذبحة قباد الثاني لإخوته. ومع ذلك، لا يزال هذا الأمر غامضًا، ولم يتم العثور على أي عملات معدنية لجوانشير أيضًا.